# Associatie van Universiteit en Hogescholen Antwerpen
Associatie van Universiteit en Hogescholen Antwerpen (AUHA) – belgijskie (flamandzkie) stowarzyszenie szkół wyższych skupiające się wokół Uniwersytetu w Antwerpii.
Stowarzyszenie koncentruje się na sprawach regionu, organizacji różnych kursów (np. tańca, kurs morski etc.) jak również na kierunkach artystycznych i kulturalnych (sztuki wizualne, teatr, taniec, muzyka etc.).
Przewodniczącym AUHA jest Alain Verschoren, będący również rektorem Uniwersytetu w Antwerpii.

## Członkowie
Członkami Stowarzyszenia są:
- Uniwersytet w Antwerpii,
- Antwerp Maritime Academy,
- Artesis Hogeschool Antwerpen,
- Plantijn Hogeschool
- Karel de Grote Hogeschool[2].

## Wydziały
Współpraca członków stowarzyszenia ma swoje odwzorowanie w działaniach uniwersytetów w ramach istniejących zajęć. Wykłady te odbywają się na następujących wydziałach:
- Stowarzyszony Wydział Lingwistyki Stosowanej na Wydziale Sztuki i Filozofii:
  - kursy w zakresie lingwistyki stosowanej,
  - kursy w zakresie tłumaczeń;
- Stowarzyszony Instytut Fizjoterapii na Wydziale Lekarskim:
  - szkolenia w zakresie fizjoterapii;
- Stowarzyszony Wydział Informatyki Przemysłowej:
  - kursy w zakresie nauk przemysłowych,
  - kursy w zakresie inżynierii przemysłowej;
- Stowarzyszony Wydział Nauk Morskich:
  - szkolenia w zakresie żeglarstwa;
- Stowarzyszony Wydział Wzornictwa:
  - kursy w zakresie architektury,
  - kursy w zakresie architektury wnętrz,
  - kursy w zakresie zabytków,
  - kursy w zakresie planowania przestrzennego,
  - kursy w zakresie rozwoju produktu[3].